# Snakebite
Snakebite è l'EP di debutto del gruppo musicale britannico Whitesnake, pubblicato nel giugno del 1978 dalla EMI. Inizialmente comprendeva quattro tracce, ma fu poi pubblicato nel settembre del 1978 come un doppio EP contenente quattro tracce extra del secondo album da solista di David Coverdale, Northwinds, sotto il titolo di Snakebite. L'EP porta anche la dicitura David Coverdale's Whitesnake e comprende foto live della band. Tutte le tracce dell'EP originale sono state usate come tracce bonus nella versione rimasterizzata del 2006 dell'album di debutto del gruppo, Trouble.

## Tracce
- Lato A

1. Come On – 3:31 (David Coverdale, Bernie Marsden)
2. Bloody Mary – 3:18 (Coverdale)
3. Ain't No Love in the Heart of the City – 5:07 (Michael Price, Dan Walsh)
4. Steal Away – 4:16 (Coverdale, Micky Moody, Marsden, Neil Murray, Peter Solley, Dave Dowle)

- Lato B

1. Keep On Giving Me Love – 5:13 (Coverdale, Moody)
2. Queen of Hearts – 5:15 (Coverdale, Moody)
3. Only My Soul – 4:33 (Coverdale)
4. Breakdown – 5:12 (Coverdale, Moody)

- Le tracce 1-4 fanno parte dell'EP originale, registrato dal 7 al 13 aprile del 1978 al Central Recorders di Londra.
- Le tracce 5-8 fanno parte dell'album Northwinds, registrato dal 10 al 19 aprile del 1977 agli AIR Studios di Londra.

## Formazione
Tracce 1-4
- David Coverdale – voce
- Micky Moody – chitarre
- Bernie Marsden – chitarre
- Neil Murray – basso
- Dave Dowle – batteria
- Pete Solley - tastiera

Tracce 5-8
- David Coverdale – voce
- Micky Moody – chitarre
- Alan Spenner – basso
- Tim Hinkley – tastiere
- Tony Newman – batteria
- Lee Brilleaux – armonica
- Graham Preskett – violino
- Roger Glover – basso, clavinet, sintetizzatore